# Dieter Allig
Dieter Allig (* 6. August 1959) ist ein ehemaliger deutscher Fußballspieler.

## Karriere
Dieter Allig begann seine Laufbahn 1978 beim Hessenligisten Viktoria Aschaffenburg. Im selben Jahr wechselte er zum Erstligisten Eintracht Frankfurt, bei dem er ein Jahr lang unter Vertrag stand, jedoch in keinem Pflichtspiel eingesetzt wurde. Es folgte eine Saison beim Zweitligisten Wuppertaler SV, in der Allig 30 Spiele bestritt und sechs Tore erzielte, den Abstieg des Vereins jedoch nicht verhindern konnte.
Von 1980 an spielte er fünf Jahre bei Rot-Weiß Oberhausen, mit dem er 1981 aus der 2. Bundesliga abstieg. Zwei Jahre später gelang Oberhausen als Meister der Oberliga Nordrhein die Rückkehr in die Zweitklassigkeit. 1985 beendete Allig nach insgesamt 125 Zweitligaspielen für Wuppertal und Oberhausen seine Profilaufbahn.

## Erfolge
- Meister der Oberliga Nordrhein (1): 1983